# Hyalobathra erromena
Hyalobathra erromena là một loài bướm đêm trong họ Crambidae.